# Campionati svizzeri di sci alpino 1962
I Campionati svizzeri di sci alpino 1962 si svolsero a Wangs-Pizol dal 28 febbraio al 3 marzo; furono assegnati i titoli di discesa libera, slalom gigante, slalom speciale e combinata, sia maschili sia femminili. Oltre agli sciatori svizzeri poterono concorrere al titolo anche gli sciatori di nazionalità liechtensteinese mentre gli atleti delle altre federazioni, pur prendendo parte alle competizioni, ottennero solo prestazioni valide ai fini del punteggio FIS.

## Risultati

### Uomini

#### Discesa libera
| Pos. | Atleta              | Nazione  | Tempo  |
| ---- | ------------------- | -------- | ------ |
| 1    | Willi Forrer        | Svizzera | 2:17,9 |
| 2    | Dumeng Giovanoli    | Svizzera | 2:19,6 |
| 3    | Georg Grünenfelder  | Svizzera | 2:22,2 |
| 4    | Gian Reto Giovanoli | Svizzera | 2:24,3 |
| 5    | Eugen Wildhaber     | Svizzera | 2:24,4 |
| 6    | Jakob Ardüser       | Svizzera | 2:25,4 |
| 7    | Fredy Brupbacher    | Svizzera | 2:25,5 |
| 8    | Robert Grünenfelder | Svizzera | 2:25,7 |
| 9    | Daniel Gerber       | Svizzera | 2:26,4 |
| 10   | Paul Schmidt        | Svizzera | 2:27,3 |

#### Slalom gigante
| Pos. | Atleta              | Nazione  | Tempo  |
| ---- | ------------------- | -------- | ------ |
| 1    | Robert Grünenfelder | Svizzera | 2:05,1 |
| 2    | Willi Forrer        | Svizzera | 2:06,7 |
| 3    | Fredy Brupbacher    | Svizzera | 2:08,3 |
| 4    | Paul Schmidt        | Svizzera | 2:08,9 |
| 5    | Adolf Mathis        | Svizzera | 2:09,5 |
| 6    | Georges Schneider   | Svizzera | 2:10,4 |
| 7    | Jakob Ardüser       | Svizzera | 2:10,7 |
| 8    | Daniel Gerber       | Svizzera | 2:11,0 |
| 9    | Alby Pitteloud      | Svizzera | 2:11,4 |
| 10   | Dumeng Giovanoli    | Svizzera | 2:11,7 |

#### Slalom speciale
| Pos. | Atleta              | Nazione  | Tempo  |
| ---- | ------------------- | -------- | ------ |
| 1    | Adolf Mathis        | Svizzera | 1:55,3 |
| 2    | Georges Schneider   | Svizzera | 1:56,5 |
| 3    | Georg Grünenfelder  | Svizzera | 1:56,7 |
| 4    | Paul Schmidt        | Svizzera | 1:59,5 |
| 5    | Willi Forrer        | Svizzera | 1:59,9 |
| 6    | Rupert Suter        | Svizzera | 2:00,1 |
| 7    | Fredy Brupbacher    | Svizzera | 2:01,1 |
| 8    | Robert Grünenfelder | Svizzera | 2:02,2 |
| 9    | Reto Schmid         | Svizzera | 2:02,8 |
| 10   | Dumeng Giovanoli    | Svizzera | 2:03,0 |

#### Combinata
| Pos. | Atleta              | Nazione  | Punti  |
| ---- | ------------------- | -------- | ------ |
| 1    | Willi Forrer        | Svizzera | 15 506 |
| 2    | Adolf Mathis        | Svizzera | 15 668 |
| 3    | Robert Grünenfelder | Svizzera | 15 698 |
| 4    | Fredy Brupbacher    | Svizzera | 15 744 |
| 5    | Dumeng Giovanoli    | Svizzera | 15 745 |
| 6    | Paul Schmidt        | Svizzera | 15 756 |
| 7    | Georges Schneider   | Svizzera | 15 941 |
| 8    | Georg Grünenfelder  | Svizzera | 16 025 |
| 9    | Gian Reto Giovanoli | Svizzera | 16 031 |
| 10   | Reto Schmid         | Svizzera | 16 092 |

Classifica stilata attraverso i piazzamenti ottenuti
in discesa libera, slalom gigante e slalom speciale

### Donne

#### Discesa libera
| Pos. | Atleta                | Nazione       | Tempo  |
| ---- | --------------------- | ------------- | ------ |
| 1    | Theres Obrecht        | Svizzera      | 2:02,4 |
| 2    | Ruth Adolf            | Svizzera      | 2:07,9 |
| 2    | Fernande Bochatay     | Svizzera      | 2:07,9 |
| 4    | Sylvia Zimmermann     | Svizzera      | 2:08,0 |
| 5    | Divina Galica         | Gran Bretagna | 2:08,1 |
| 6    | Marlène Clivio-Stucki | Svizzera      | 2:08,4 |
| 7    | Edith Hiltbrand       | Svizzera      | 2:09,2 |
| 8    | Liselotte Michel      | Svizzera      | 2:09,7 |
| 9    | Käthi Bleuer          | Svizzera      | 2:11,3 |
| 10   | Maria Duss            | Svizzera      | 2:11,4 |

#### Slalom gigante
| Pos. | Atleta                | Nazione       | Tempo  |
| ---- | --------------------- | ------------- | ------ |
| 1    | Theres Obrecht        | Svizzera      | 1:48,3 |
| 2    | Marlène Clivio-Stucki | Svizzera      | 1:48,9 |
| 3    | Françoise Gay         | Svizzera      | 1:50,8 |
| 4    | Marianne Reichenbach  | Svizzera      | 1:51,3 |
| 5    | Edith Hiltbrand       | Svizzera      | 1:51,8 |
| 6    | Divina Galica         | Gran Bretagna | 1:51,9 |
| 7    | Ruth Adolf            | Svizzera      | 1:52,2 |
| 7    | Fernande Bochatay     | Svizzera      | 1:52,2 |
| 9    | Agnès Coquoz          | Svizzera      | 1:52,9 |
| 10   | Marlyse Blum          | Svizzera      | 1:53,9 |

#### Slalom speciale
| Pos. | Atleta                | Nazione  | Tempo  |
| ---- | --------------------- | -------- | ------ |
| 1    | Liselotte Michel      | Svizzera | 1:51,0 |
| 2    | Theres Obrecht        | Svizzera | 1:52,1 |
| 3    | Marlène Clivio-Stucki | Svizzera | 1:52,5 |
| 4    | Ruth Adolf            | Svizzera | 1:54,5 |
| 5    | Sylvia Zimmermann     | Svizzera | 1:57,6 |
| 6    | Fernande Bochatay     | Svizzera | 1:57,9 |
| 7    | Françoise Gay         | Svizzera | 1:58,1 |
| 8    | Edith Hiltbrand       | Svizzera | 1:58,9 |
| 9    | Alice Baumann         | Svizzera | 2:01,2 |
| 10   | Madeleine Wuilloud    | Svizzera | 2:04,2 |

#### Combinata
| Pos. | Atleta                | Nazione  | Punti  |
| ---- | --------------------- | -------- | ------ |
| 1    | Theres Obrecht        | Svizzera | 14 432 |
| 2    | Marlène Clivio-Stucki | Svizzera | 14 611 |
| 3    | Ruth Adolf            | Svizzera | 14 746 |
| 4    | Fernande Bochatay     | Svizzera | 14 838 |
| 5    | Edith Hiltbrand       | Svizzera | 14 886 |
| 6    | Sylvia Zimmermann     | Svizzera | 14 902 |
| 7    | Françoise Gay         | Svizzera | 14 987 |
| 8    | Käthi Bleuer          | Svizzera | 15 213 |
| 9    | Madeleine Wuilloud    | Svizzera | 15 323 |
| 10   | Maria Duss            | Svizzera | 15 341 |

Classifica stilata attraverso i piazzamenti ottenuti
in discesa libera, slalom gigante e slalom speciale